# Tommy Steiner
Tommy Steiner (Aalen, 7 oktober 1962) is een Duitse schlagerzanger.

## Jeugd en opleiding
Tommy Steiner leerde  als kind gitaar, drums en diatonische accordeon spelen. Op 15-jarige leeftijd werd hij lid van de lokale band Diamonds Original, waarmee hij concerten gaf en op dansmuziek-evenementen speelde. Na afsluiting van zijn schooltijd vervulde hij zijn militaire dienstplicht en studeerde aansluitend bedrijfseconomie en rechtswetenschappen. Daarnaast kandideerde hij bij een zangconcours, dat hij winnend afsloot.

## Carrière

### Als zanger
Jürgen Kramer produceerde met hem de single Die Fischer von San Juan, die direct een hit werd. Er volgden verdere singles, waaronder Das Mädchen von Rhodos, Das ewige Feuer en Wenn dein Herz dir nicht sagt, die bijna allemaal hits werden. Steiner was in meerdere programma's te gast, zoals in Die goldene Eins en de ZDF-Hitparade. In 1988 nam hij deel aan de voorronden van het Eurovisiesongfestival met het nummer Insel im Wind, geschreven door Hanne Haller en Ramona Leiß. Bovendien zong hij het Duitse titellnummer van de Australische tv-familieserie Neighbours.
Als zanger heeft hij ook altijd weer nieuwe singles en albums uitgebracht. Naar aanleiding van zijn 30-jarige podiumjubileum bracht hij in september 2013 niet alleen het album Folge dem Fieber uit, maar ook een samenstelling van de succesvolste nummers uit 30 jaar van zijn carrière.

### Als acteur
Aan het begin van de jaren 1990 was Steiner ook als acteur werkzaam. Hij speelde in de RTL-komedie Hochwürden erbt das Paradies onder regie van Otto Retzer. Zijn acteurcollega's waren onder andere Hans Clarin, Jochen Busse, Dagmar Koller, Kurt Weinzierl en Julia Biedermann.

### Andere activiteiten
Ondertussen is Steiner overwegend werkzaam als componist, tekstdichter, producent en uitgever. Hij schrijft nummers voor zijn collega's Michelle en Leonard. 

## Onderscheidingen
- ####: Goldene Antenne van de Belgische radio (BRF)
- 1894: Goldene Stimmgabel

## Discografie

### Singles
- 1983: Die Fischer von San Juan
- 1983: Das Märchen von Rhodos
- 1984: Das ewige Feuer
- 1984: Wenn dein Herz dir nicht sagt
- 1984: Der Morgen danach
- 1985: Märchenland
- 1985: Ich deck' mich zu mit meinen Träumen
- 1985: Der Stern von Korsika
- 1986: Jennifer
- 1986: Eine Liebe ist vorbei
- 1987: Parlez-vous francais
- 1987: So schön wird´s nie wieder sein
- 1987: Es ist ein Wunder gescheh'n
- 1988: Insel im Wind
- 1988: Santa Marlena
- 1989: Ich bin verrückt nach dir
- 1990: Cherchez la femme (Traummädchen)
- 1990: Dieser Sommer in Italia
- 1991: Ich bin lieber frei
- 1991: Ganz allein
- 1992: Rote Lippen
- 1993: Bei dir hab ich ein Gefühl
- 1993: Angel Eyes
- 1995: Brennende Herzen
- 1996: Ich habe dich nie aus den Augen verlor'n
- 1997: Sag' noch einmal Kuschelbär
- 1997: Königin der Nacht
- 1997: Es war keine Liebelei
- 1998: Es ist viel zu lange her
- 1999: Tanz´ noch einmal mit mir
- 1999: Ich bin da
- 2000: Hey Süße
- 2000: Anita tanz
- 2000: Meine Sehnsucht
- 2000: Tommys Hit-Mix 1
- 2000: Weihnachtszeit - Schöne Zeit
- 2001: Komm in meine Arme, Kleine
- 2002: Julia
- 2002: Es ist Sommer
- 2003: Lass uns lieben
- 2005: Es geht schon wieder los
- 2006: Angelina
- 2009: Spiel mit mir Liebe
- 2013: Folge dem Fieber

### Albums
- 1983: Tommy Steiner
- 1984: Frei sein für die Träume
- 1985: Sommerwind
- 1986: Wie neu geboren
- 1988: Schön, dass du bei mir bist
- 1989: Tommy Steiner
- 1991: Sehnsucht und Abenteuer
- 1993: Zeit für Gefühle
- 1997: Ganz nah
- 2000: Ich bin da
- 2002: Komm in meine Arme
- 2003: Liebesrausch
- 2004: Wilde Jahre
- 2008: Herzbeben
- 2013: Folge dem Fieber

- Gemeinsame Normdatei: 134529812
- International Standard Name Identifier: 0000 0000 5677 2350
- MusicBrainz: 0b571443-db81-4f23-be59-a3cb4a4ac0c2
- Virtual International Authority File: 311092838
- WorldCat: E39PBJmhTqRkjKDMpX3GXhRR8C